# Геренберг
Геренберг (нем. Gehrenberg) — гора в Южной Германии, в Линцгау ( земля Баден-Вюртемберг).
Относится к северным предгориям Альп, к северу от Боденского озера. Высота над уровнем моря — 755 м, по другим данным — 754 м.

## Иллюстрации

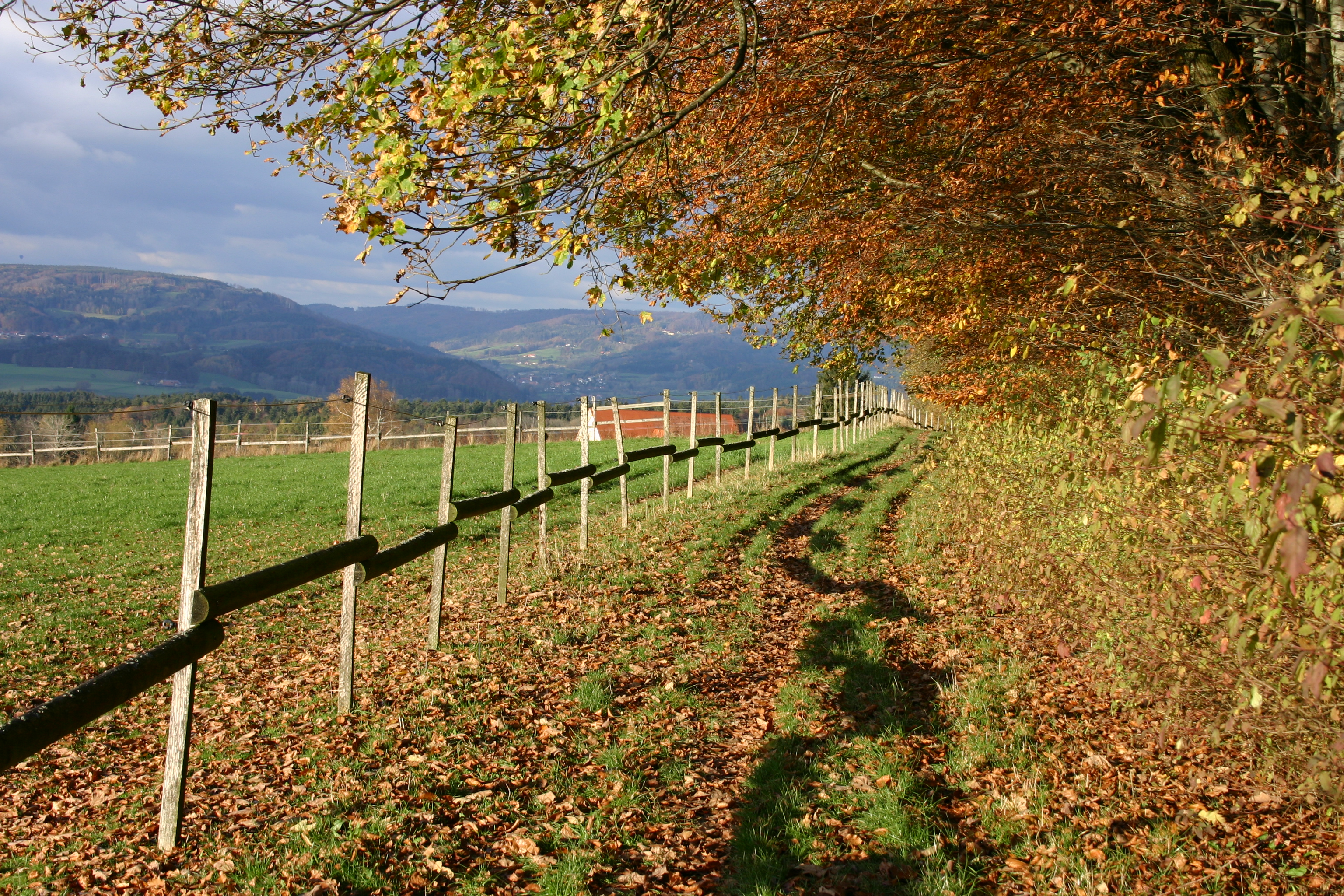
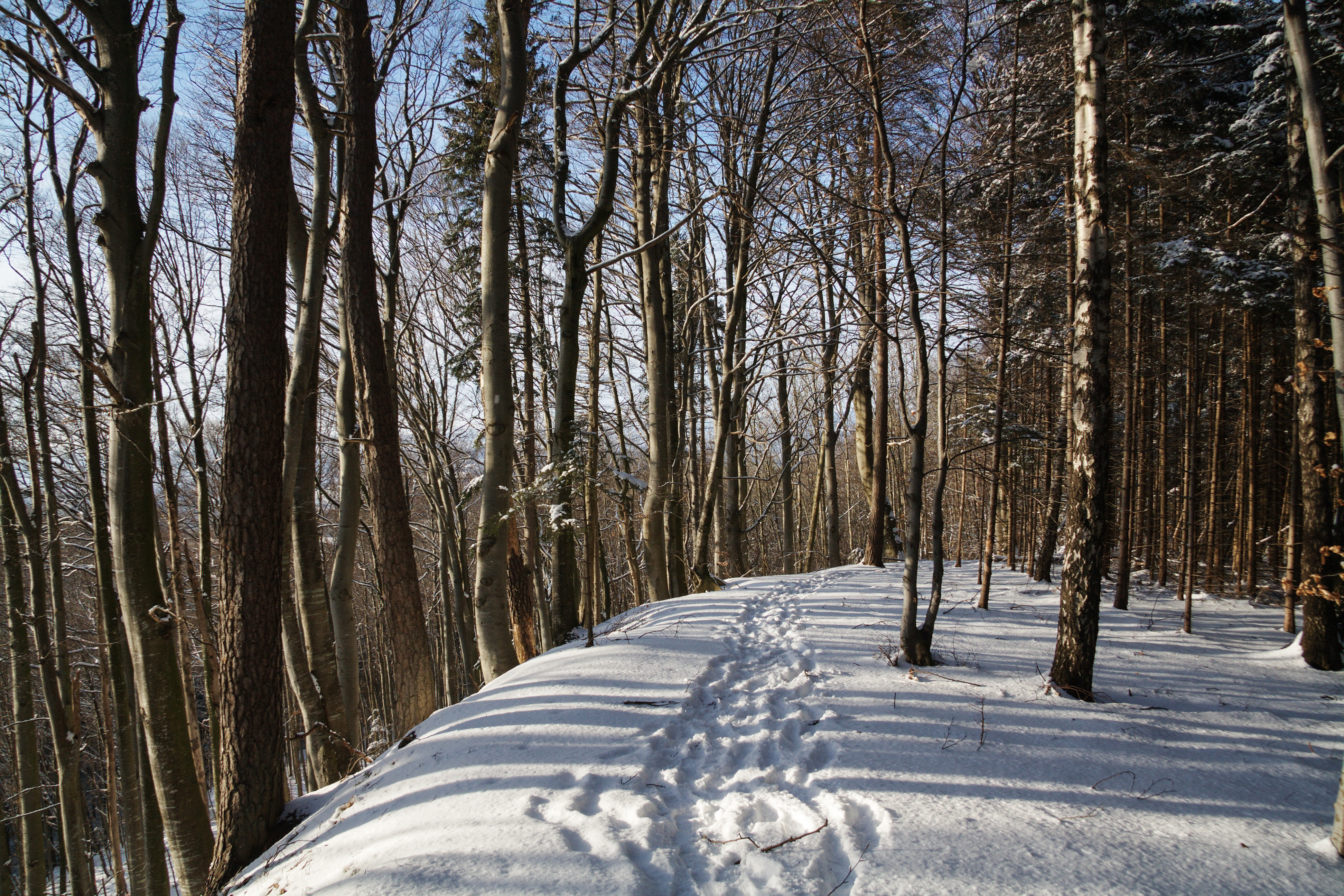
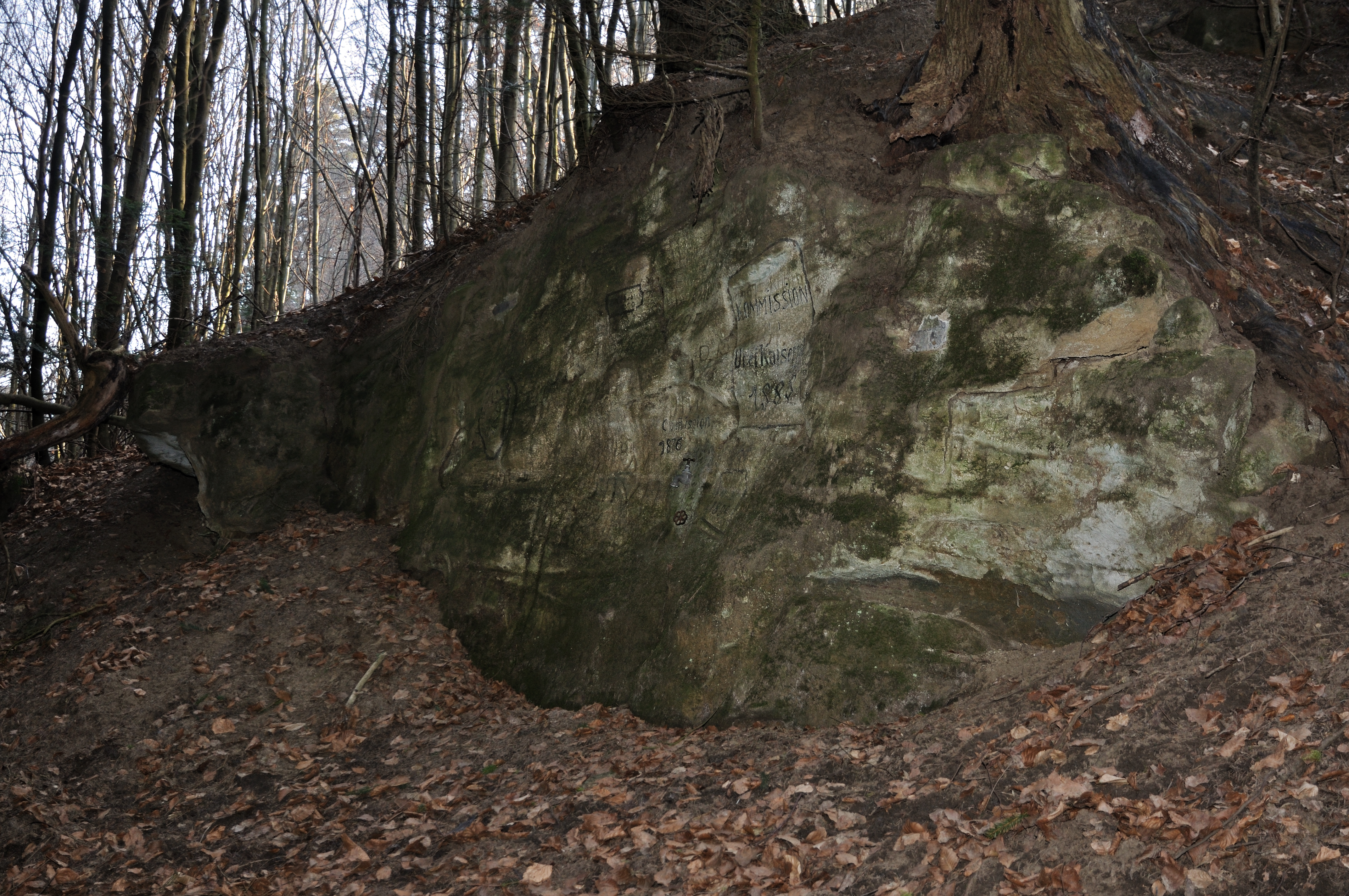
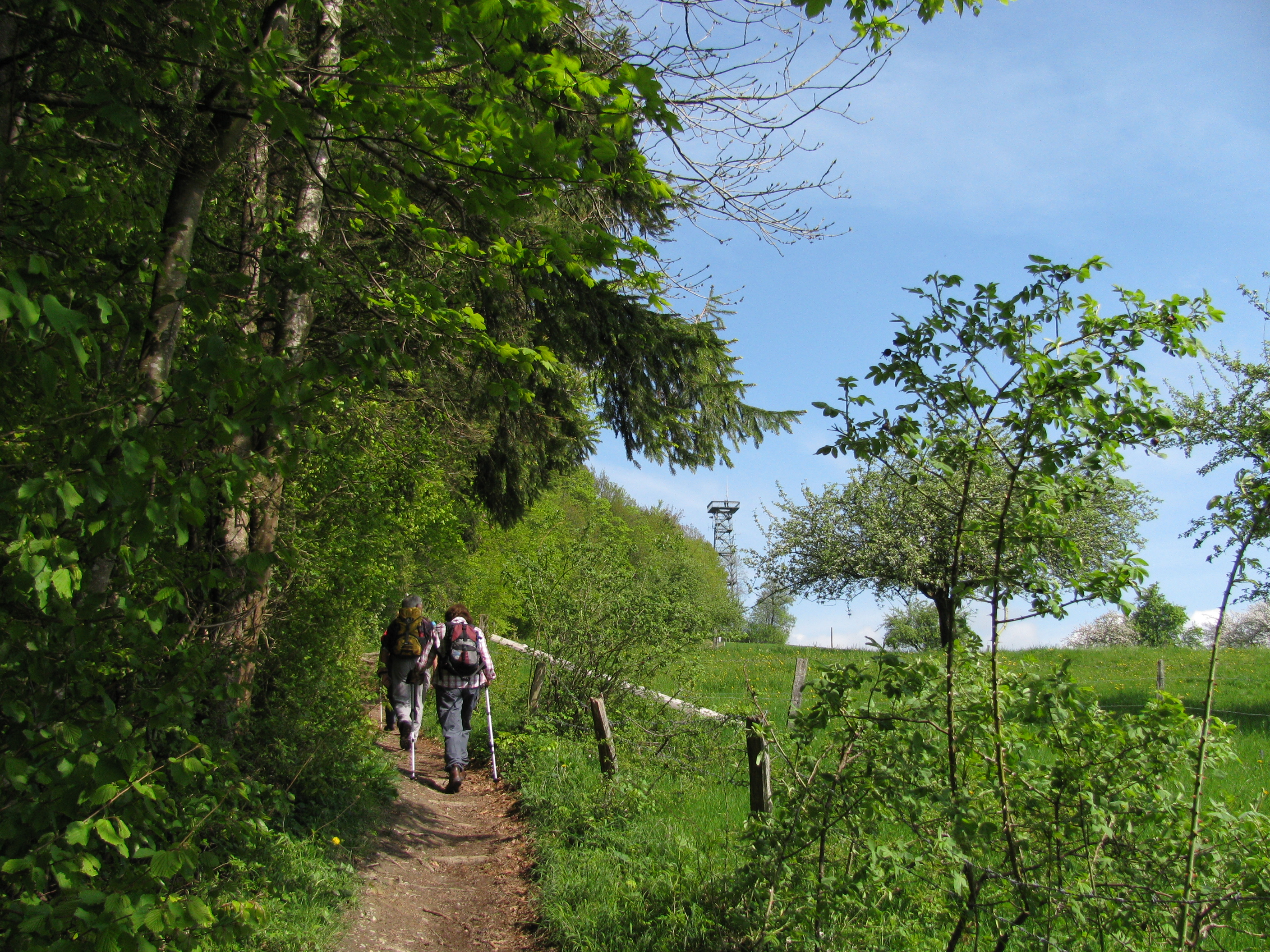